# Lepeophtheirus rotundipes
Lepeophtheirus rotundipes is een eenoogkreeftjessoort uit de familie van de Caligidae. De wetenschappelijke naam van de soort is voor het eerst geldig gepubliceerd in 1979 door Dojiri.